# Jean-Pierre Gredy
Œuvres principales
- Le Don d'Adèle
- Fleur de cactus
- Folle Amanda
- Potiche
- Lily et Lily

Jean-Pierre Grédy est un auteur de théâtre français, né le 16 août 1920 à Alexandrie (Égypte) et mort le 25 janvier 2022 dans le 14e arrondissement de Paris.
Il a écrit avec Pierre Barillet une trentaine de pièces de boulevard, qui comptent parmi les grands succès théâtraux français.

## Biographie
Après des études de lettres et de droit, Jean-Pierre Grédy entre à l'IDHEC car il veut écrire des scénarios.
Il écrit pour le cinéma le scénario de Julie de Carneilhan de Jacques Manuel, adapté du roman de Colette, et joué par Edwige Feuillère. Il rencontre alors Pierre Barillet avec lequel il écrit « pour rire » Le Don d'Adèle, qui va connaître un succès aussi éclatant qu'inattendu, dépassant les mille représentations et recevant le prix Tristan-Bernard.
Par la suite plusieurs de leurs pièces seront adaptées à Broadway dont Quarante carats, avec Julie Harris, ou Fleur de cactus jouée par Lauren Bacall, toutes deux portées à l'écran.
Au cinéma, Barillet et Grédy ont notamment collaboré avec René Clair pour Les Belles de nuit.
Grédy a également mené une carrière d'auteur en solo, écrivant des arguments de ballets et des paroles de chansons.
Il écrit dans ses mémoires : « Le peu d'aptitude que je manifeste à jouir du moment présent ne me prédisposait pas, semblait-il, à devenir un amuseur. Or, par une fantaisie du destin, j'ai fait carrière dans le badinage ».
Le 7 février 2022, les proches de Jean-Pierre Grédy annoncent sa disparition à l'âge de 101 ans. Ses obsèques ont lieu dans la plus stricte intimité.

## Principales pièces de Barillet et Grédy
- 1950 : Le Don d'Adèle, mise en scène de Jacques Charon, Comédie-Wagram (21 janvier)[5]
- 1950 : Ami-ami, mise en scène Jean Wall, théâtre Daunou (9 décembre)
- 1952 : Le Bon Débarras, mise en scène Jean Wall, théâtre Daunou (9 février)
- 1953 : La Reine blanche, mise en scène Jean Meyer, théâtre Michel (10 septembre)
- 1955 : La Plume, mise en scène Jean Wall, théâtre Daunou (12 janvier)
- 1956 : L'Or et la Paille, mise en scène Jacques Charon, théâtre Michel (3 novembre)
- 1958 : Le Chinois, mise en scène Georges Vitaly, théâtre La Bruyère (30 octobre)
- 1959 : Les Choutes, mise en scène Jean Wall, théâtre des Nouveautés (7 février)
- 1960 : Le Grand Alfred, mise en scène  Jacques Charon, théâtre Michel
- 1964 : Fleur de cactus, mise en scène  Jacques Charon, théâtre des Bouffes-Parisiens (23 septembre)
- 1967 : Quarante carats, mise en scène Jacques Charon, théâtre de la Madeleine (10 septembre)
- 1969 : Quatre pièces sur jardin, mise en scène Jacques Charon, théâtre des Bouffes-Parisiens (6 février)
- 1971 : Folle Amanda, mise en scène Jacques Charon, théâtre des Bouffes-Parisiens (septembre)
- 1973 : Une rose au petit déjeuner, mise en scène René Clermont, théâtre des Bouffes-Parisiens (14 septembre)
- 1975 : Peau de vache, mise en scène Jacques Charon, théâtre de la Madeleine (15 octobre)
- 1978 : Le Préféré, mise en scène Michel Roux, théâtre de la Madeleine (14 septembre)
- 1980 : Potiche, mise en scène Pierre Mondy, théâtre Antoine (17 septembre)
- 1984 : Lily et Lily, mise en scène Pierre Mondy, théâtre Antoine
- 1985 : Le Big Love, créée en Allemagne
- 1991 : Magic Palace, mise en scène Gérard Caillaud, théâtre des Mathurins
- 1991 : L'Ombre de Stella
- 1994 : Le Peignoir rouge

## Adaptations de pièces étrangères
- 1961 : Adieu Prudence de Leslie Stevens, mise en scène Jacques Mauclair, théâtre du Gymnase
- 1962 : L'École de la médisance de Richard Brinsley Sheridan, mise en scène Raymond Gérôme, Comédie-Française
- 1979 : Coup de chapeau de Bernard Slade, mise en scène Pierre Mondy, théâtre de la Michodière
- 1984 : La Salle à manger de A.R. Gurney, mise en scène Jacques Bachelier, Petit Montparnasse
- 1985 : Chapitre II de Neil Simon, mise en scène Pierre Mondy, théâtre Édouard VII

## Autres écrits
- Les Caprices de Marianne, opéra-comique d'Henri Sauguet, livret de Jean-Pierre Grédy d'après  Alfred de Musset, créé en 1954 au festival d'Aix-en-Provence.
- Jean-Pierre Grédy, Tous ces visages (mémoires), Grasset, 2007  (ISBN 2246724112).